# Mădălina Bereș
Mădălina Bereș (Pașcani, 3 de julio de 1993) es una deportista rumana que compite en remo. Su hermana Amalia compite en el mismo deporte.
Participó en dos Juegos Olímpicos de Verano, obteniendo una medalla de bronce en Río de Janeiro 2016, en la prueba de ocho con timonel, y el sexto lugar en Tokio 2020, en la misma prueba.
Ganó cuatro medallas en el Campeonato Mundial de Remo entre los años 2017 y 2023, y quince medallas en el Campeonato Europeo de Remo entre los años 2015 y 2024.

## Palmarés internacional
| Juegos Olímpicos   | Juegos Olímpicos          | Juegos Olímpicos  | Juegos Olímpicos   |
| Año                | Lugar                     | Medalla           | Prueba             |
| ------------------ | ------------------------- | ----------------- | ------------------ |
| 2016               | Río de Janeiro (Brasil)   | Medalla de bronce | Ocho con timonel   |
| Campeonato Mundial |                           |                   |                    |
| Año                | Lugar                     | Medalla           | Prueba             |
| 2017               | Sarasota (Estados Unidos) | Medalla de oro    | Ocho con timonel   |
| 2022               | Račice (República Checa)  | Medalla de oro    | Ocho con timonel   |
| 2023               | Belgrado (Serbia)         | Medalla de oro    | Ocho con timonel   |
| 2023               | Belgrado (Serbia)         | Medalla de plata  | Cuatro sin timonel |
| Campeonato Europeo |                           |                   |                    |
| Año                | Lugar                     | Medalla           | Prueba             |
| 2015               | Poznań (Polonia)          | Medalla de bronce | Ocho con timonel   |
| 2016               | Brandeburgo (Alemania)    | Medalla de bronce | Dos sin timonel    |
| 2017               | Račice (República Checa)  | Medalla de oro    | Dos sin timonel    |
| 2017               | Račice (República Checa)  | Medalla de oro    | Ocho con timonel   |
| 2018               | Glasgow (Reino Unido)     | Medalla de oro    | Dos sin timonel    |
| 2018               | Glasgow (Reino Unido)     | Medalla de oro    | Ocho con timonel   |
| 2019               | Lucerna (Suiza)           | Medalla de plata  | Cuatro sin timonel |
| 2020               | Poznań (Polonia)          | Medalla de oro    | Ocho con timonel   |
| 2021               | Varese (Italia)           | Medalla de oro    | Ocho con timonel   |
| 2022               | Múnich (Alemania)         | Medalla de oro    | Ocho con timonel   |
| 2022               | Múnich (Alemania)         | Medalla de bronce | Cuatro sin timonel |
| 2023               | Bled (Eslovenia)          | Medalla de oro    | Cuatro sin timonel |
| 2023               | Bled (Eslovenia)          | Medalla de oro    | Ocho con timonel   |
| 2024               | Szeged (Hungría)          | Medalla de oro    | Ocho con timonel   |
| 2024               | Szeged (Hungría)          | Medalla de plata  | Cuatro sin timonel |